# Пінч-ефект
Пінч (англ. pinch — звуження, стискання) — ефект стискання каналу струму під дією магнітного поля, що індукується самим струмом. Сильний струм, що протікає у плазмі, твердому або рідкому металі, створює магнітне поле. Воно діє на заряджені частинки (електрони і/або йони), що може дуже змінити розподіл струму. При великих струмах сила Ампера призводить до деформації провідного каналу, аж до руйнування. У природі спостерігається у блискавках .

## Історія
Вперше на досліді ефект спостерігав данський фізик Мартін ван-Марум у 1790 році, розряджаючи лейденські банки через металевий дріт. Пояснення цей експеримент не отримав до 1905 року.
Явище описане В.X.Беннеттом у 1934 стосовно до потоків швидких заряджених частинок у газорозрядній плазмі.

## Реалізація
При розгляді одновимірного струму {\displaystyle {\vec {J}}}, напрямленого вздовж осі циліндра (z-пінч), магнітне поле має лише кутову складову {\displaystyle {\vec {B}}=B_{\theta }(r){\hat {\theta }}}, що дозволяє утримувати траєкторії заряджених частинок поблизу осі циліндра. За законом Ампера:
{\displaystyle \nabla \times {\vec {B}}=\mu _{0}{\vec {J}}}
у циліндричних координатах
{\displaystyle \mu _{0}{\vec {J}}={\frac {1}{r}}{\frac {d}{dr}}(rB_{\theta }){\hat {z}}}